# Lycaenops
Lycaenops ("vlčí tvář") je vyhynulý rod dávno zaniklé skupiny obratlovců zvané Therapsida. Žil v období středního až pozdního permu, zhruba před 270–252 miliony lety. Vyskytoval se na území dnešní Jihoafrické republiky. Na délku měřil asi 1 metr a vážil kolem 15 kilogramů. Patřil do podřádu Gorgonopsia, který zahrnuje predátory, z nichž ti největší dorůstali délky až čtyř metrů.

## Druhy
Dnes rozlišujeme čtyři validní druhy tohoto rodu, L. ornatus, L. angusticeps, L. microdon a L. sollasi. Další čtyři nově stanovené taxony jsou dnes naopak považovány za neplatné (např. "Aelurognathus").